# Процессная аналитика
Процессная аналитика (глубинный анализ процессов, англ. process mining) — общее название ряда методов и подходов, предназначенных для анализа и усовершенствования процессов в информационных системах или бизнес-процессов на основании изучения системных данных о выполненных операциях. Основная идея состоит в получении знаний о структуре и поведении процесса из журналов событий, создаваемых информационными системами во время функционирования.
Как правило, методы процессной аналитики используются в тех случаях, когда формальное описание или модель системы отсутствуют или имеют низкое соответствие реальному поведению системы. Для построения модели могут использоваться журналы функционирования информационных систем (ERP, CRM, систем управления потоками работ и других).
Методы процессной аналитики подразделяют на три блока:
- обнаружение (discovery): модель процесса строится на основании журнала событий, содержащего запись функционирования информационной системы за некоторый промежуток времени;
- проверка соответствия (conformance checking): существующая модель сравнивается с журналом событий, анализируются выявленные несоответствия в поведении реальной системы и моделируемом поведении;
- усовершенствование (enhancement): существующая модель усовершенствуется путём расширения моделируемого поведения или повышения эффективности моделирования с использованием информации, полученной в ходе проверки соответствия модели и журнала событий.

Существует широкий выбор программных сред для процессной аналитики, как свободно распространяемых, так и коммерческих.